# Zygina frauenfeldi
Zygina frauenfeldi är en insektsart som beskrevs av Lethierry in Reiber och Puton 1880. Zygina frauenfeldi ingår i släktet Zygina och familjen dvärgstritar. Inga underarter finns listade i Catalogue of Life.